# Kostel svatého Michaela archanděla (Dubec)
Kostel svatého Michaela archanděla je římskokatolický filiální kostel v Dubci, který byl postaven v roce 1748 na náklady Löwensteinů z Löwensteinu na místě starší stavby, o níž je první písemná zmínka z roku 1357 a která byla pravděpodobně vybudována v polovině 13. století. Jednolodní kostel s polygonálně uzavřeným presbytářem a věží čtvercového půdorysu u presbytáře stojí uprostřed vesnice nad rybníkem a k bohoslužbám není pravidelně využíván. Zdejší farnost zanikla v roce 2003 sloučením s farností Bělá nad Radbuzou, jejíž území bylo v roce 2005 připojeno k horšovotýnské farnosti.
Je chráněn jako kulturní památka České republiky.